# ONE FC: Moment of Truth
ONE FC: Moment of Truth foi um evento de artes marciais mistas promovido pelo ONE Fighting Championship, ocorrido em 6 de dezembro de 2013 no SM Mall of Asia Arena em Pasay City, Filipinas.

## Background
O evento principal foi a revanche pelo Cinturão Peso Pena do ONE FC entre o campeão Koji Oishi e o ex-campeão Honorio Banario.
O evento também contou com o retorno dos favoritos locais Eduard Folayang e Geje Eustaquio.

## Ligações Externas
1. ↑  Peso Cinturão Peso Pena do ONE FC.